# Salomé (Telenovela)
Salomé ist eine mexikanische Telenovela, die von Juan Osorio für Televisa produziert und zwischen dem 22. Oktober 2001 und dem 17. Mai 2002 von Canal de las Estrellas gezeigt wurde. Sie ersetzte La Intrusa und wurde durch La otra ersetzt.
Es ist ein Remake der Telenovela Colorina, die 1980 produziert und gezeigt wurde.
Die Handlung spielt in den Hauptrollen Edith González und Guy Ecker, in der Hauptrolle Monika Sánchez und in der Gegenrolle Alejandra Procuna, Sebastián Ligarde und María Rubio.
In Deutschland wurde die Telenovela auf RTL II (von 2003 bis 2007) und im Pay-TV auf Passion (von 2008 bis 2011) ausgestrahlt.

## Geschichte
Fernanda Quiñones ist künstlerisch als „Salomé“ bekannt, eine Frau, die zusammen mit ihrer Freundin Karicia als Tänzerin in einem Kabarett im D'Rubí-Showroom in Mexiko-Stadt arbeitet. Eines Tages kommen die beiden im Haus der Familie Montesino an, wo Salomé Julio kennenlernt, den Sohn dieser Familie, der Millionär ist, dessen Entscheidungen aber von seiner Mutter Lucrecia abhängen. Er ist mit Angela verheiratet, einer kranken Frau, die keine Kinder bekommen kann. Bei ihnen lebt Diego, der Bruder von Angela, der die Kabaretttänzer ins Haus gebracht hat.
Im Laufe der Zeit treffen sich Salome und Julio mehrmals, und die Liebe zwischen ihnen wächst. Lucrecia, die davon besessen ist, dass Julio ein Kind bekommt, um sein Vermögen zu erben, und dass Angela dieses Kind nicht geben kann, kommt Lucrecia die Idee, dass Salome die Mutter dieses Kindes ist. Salome erklärt sich bereit, Lucrecia zu behandeln, und zwar kurz nachdem sie schwanger geworden ist. Aber da sie weiß, dass Julio, obwohl er Salome liebt, seine Frau Angela nicht verlassen wird, entdeckt Salome, dass es Angela sein wird, die das Kind als seinen Sohn aufziehen wird, und so bedauert sie es und beschließt, mit dem Kind und zwei anderen Babys, die ein Nachbar verlassen hat, dessen Vater nicht in der Lage ist, für sie zu sorgen, davonzulaufen. Salome hat die Idee, die drei Kinder als Zwillinge zu registrieren, einschließlich der verlassenen Babys als ihre echten Kinder.
Zwanzig Jahre vergehen, und Salome, die jetzt ihren richtigen Namen „Fernanda“ benutzt, wird eine reiche Geschäftsfrau, die ihr Leben im Kabarett hinter sich gelassen hat und mit ihren drei Kindern, José Armando, José Miguel und José Julián, lebt. Sie kehrt nach Mexiko zurück, um sich wieder mit ihrer alten Freundin Karicia zu treffen, die nach ihrer gescheiterten Beziehung mit Luchos Misshandlung ein miserables Leben führt. Doch die Sache wird kompliziert, als sie zufällig Julio und seine Mutter trifft, die um jeden Preis wissen wollen, welcher der drei Jugendlichen der echte Sohn von Salomé und Julio ist.

## Darsteller
- Edith González .... Fernanda „Salomé“ Quiñones de Lavalle
- Guy Ecker .... Julio Montesinos
- Monika Sánchez .... Ángela de Montesinos
- María Rubio .... Lucrecia de Montesinos
- Sebastián Ligarde .... Diego Durval
- Aarón Hernán .... Arturo Montesinos
- Patricia Reyes Spíndola .... Manoela
- Katie Barberi .... Laura de Cansino
- Niurka Marcos .... Karina de Cisneiros / Platônia
- Roberto Palazuelos .... Beto „El Figurín“
- José Roberto Cantoral .... Lucho
- Ernesto D’Alessio .... José Miguel Lavalle
- Rafael Amaya .... José Julián Lavalle
- José María Torre .... José Armando Lavalle
- Alessandra Rosaldo .... Karla Cansino
- Julián Bravo .... Guillermo
- Raúl Ramírez .... Doctor Iñigo
- Raúl Castellanos .... Juanito
- Jacqueline Voltaire.... Isabelle Winther
- Milton Cortés .... David „El Matador“
- Iliana de la Garza .... Leonor
- Belinda del Villar .... Flaca und Ojerosa
- Lorena Álvarez .... Luisa
- Yolanda Montes “Tongolele”.... Yolanda
- Paty Díaz .... Marta
- Andrés García Jr. .... Víctor
- Jaime Garza .... Hipólito
- Carlos Eduardo Rico .... Piro
- Rosita Pelayo .... Kikis
- Leticia Perdigón .... Lola
- Pablo Cheng .... Willy
- Rosy Calderón .... Rosy
- Hamen Gómez .... Chivo
- Carlos González .... Cairo
- Arturo Guízar .... Abel
- Rodrigo Vidal .... Dany
- Marín Hernández .... Arcadio
- Juan Imperio .... Animador
- Sergio Jiménez .... Arango
- Los Joao .... Orquesta
- Carmen Molero .... Adela
- Leo Navarro .... Caritas
- Romina Ivana Pasos .... Lupita
- Armando Quiñónez .... Nicolás
- Alejandra Procuna .... Rebecca
- Susana Zabaleta .... Susana
- Roberto Vander .... Mauricio
- Antonio Brenan .... Chava
- Jorge Brenan .... Nacho
- Yuliana Peniche .... Money
- Damián Mendiola .... Mauro
- Fernando Robles .... Pancho
- Marco Uriel .... Roberto
- Mario Casillas .... Rodrigo
- Thaila Amezcua .... Romina
- Kelchie Arizmendi .... Natalia
- Constanza Fernández .... Yadhira
- Luis Romo .... Manotas
- Damián Sarka .... Diente de Oro
- Moisés Suárez .... Germán
- Teo Tapia .... Gustavo
- Thelma Tixou .... Teporocha
- Miguel Ángel Cardial .... Serapio
- Jacqueline Arroyo .... Irma
- Eduardo Verástegui .... Eduardo
- Yamile Bolahesen .... Salomé
- Carlos Szavozd ..... Güerejo
- Marco Méndez .... León
- Patricia Ramírez .... Mercedes
- Zully Keith .... Rosario
- Hilda Aguirre .... Nery
- Yalda .... Ana
- Denisse .... Denisse
- Jessica Segura .... Estrellita
- Silvia Eugenia Derbez .... Brenda
- Julio Camejo.... Javier
- Carmen Becerra .... Diana

## Sendtermine
| Datum                   | Uhrzeit                                                           | TV-Sender |
| ----------------------- | ----------------------------------------------------------------- | --------- |
| 22.04.2003 – 12.03.2004 | montags bis freitags im Vormittagsprogramm (Wdh. im Frühprogramm) | RTL II    |
| 13.03.2004 – 05.03.2005 | samstags im Frühprogramm                                          | RTL II    |
| 30.04.2005              | eine Folge im Nachtprogramm (04.10 Uhr)                           | RTL II    |
| 01.04.2006 – 13.05.2006 | samstags im Frühprogramm                                          | RTL II    |
| 08.07.2006 – 04.09.2006 | unregelmäßig im Nachtprogramm                                     | RTL II    |
| 26.02.2007 – 12.03.2007 | unregelmäßig im Nachtprogramm                                     | RTL II    |
| 25.02.2008 – 22.09.2008 | Wiederholungen (Uhrzeiten können abweichen)                       | Passion   |
| 02.02.2009 – 31.08.2009 | Wiederholungen (Uhrzeiten können abweichen)                       | Passion   |
| 21.12.2009 – 19.07.2010 | Wiederholungen (Uhrzeiten können abweichen)                       | Passion   |
| 28.03.2011 – 24.10.2011 | Wiederholungen (Uhrzeiten können abweichen)                       | Passion   |

## Auszeichnungen und Nominierungen

### Prêmio TVyNovelas 2002
| Kategorie                  | Nominierter Darsteller  | Resultat  |
| -------------------------- | ----------------------- | --------- |
| Beste Telenovela           | Juan Osorio             | Nominiert |
| Beste Hauptdarstellerin    | Edith González          | Nominiert |
| Bester Hauptdarsteller     | Guy Ecker               | Nominiert |
| Beste erste Schauspielerin | Patricia Reyes Spíndola | Nominiert |
| Beste Schauspielerin       | Niurka                  | Gewonnen  |
| Bester Schauspieler        | Rodrigo Vidal           | Gewonnen  |